# Segundo, o Silencioso
Segundo, o Silencioso (fl. século II), foi um filósofo cínico ou neopitagórico que viveu em Atenas no início do século II, que fez um voto de silêncio. Um texto anônimo intitulado "A Vida de Segundo" (em latim: Vita Secundi Philosophi) pretende dar detalhes de sua vida, bem como respostas a questões filosóficas feitas a ele pelo imperador Adriano. A obra gozou de grande popularidade na Idade Média.

## Vida
Segundo é conhecido apenas por uma biografia sobrevivente de autoria anônima. Dizem que ele foi mandado embora de casa para estudar quando era pequeno. Quando era adulto, decidiu testar a proposição de que toda mulher é uma prostituta. Assim, ele voltou para casa vestido como um filósofo cínico com cabelo comprido e barba e, irreconhecível para sua própria mãe, persuadiu-a a concordar em dormir com ele por cinquenta moedas de ouro. Depois de passar a noite com ela, sem fazer nada mais do que dormir castamente em sua cama, ele disse a ela quem ele era. Envergonhada, a mãe se enforcou e Segundo, atribuindo sua própria língua pelos problemas causados, comprometeu-se a um voto de silêncio vitalício, razão pela qual ele também é descrito como um filósofo pitagórico.
Tendo ouvido falar desse filósofo silencioso, Adriano o convocou e ameaçou executá-lo se ele não falasse. Segundo recusou-se a falar e Adriano, impressionado com sua resolução, cedeu. Segundo, no entanto, concordou em responder a vinte perguntas escrevendo as respostas em uma tábua.
Essas perguntas e respostas são fornecidas no texto anônimo; respostas curtas são dadas a perguntas como "O que é o universo?", "O que é Deus?" e "O que é beleza?". Uma resposta típica é a resposta à pergunta 17: O que é pobreza?
Uma coisa boa que é odiada, a mãe da saúde, um estorvo aos prazeres, um modo de vida livre de preocupações, uma posse difícil de abandonar, a professora de invenções, a descobridora de sabedoria, um negócio que ninguém inveja, propriedade não avaliada, mercadoria não sujeita a tarifa, lucro não contado em dinheiro, posse que não interfere com informantes, boa fortuna não evidente, boa fortuna livre de cuidados.
É impossível dizer quanto da história da vida de Segundo é exata. As perguntas e respostas são apenas um exemplo de várias dessas composições que sobreviveram, incluindo uma pergunta semelhante e uma conversa de resposta entre Adriano e Epiteto.
Houve um retórico do mesmo período chamado Secundus de Atenas, mencionado por Filóstrato. Não se sabe se ele poderia ser a mesma pessoa que este Segundo.

## Recepção
A evidência mais antiga da existência da biografia grega é um fragmento de papiro do século III. O texto completo só é encontrado em um único manuscrito do século XI, os outros manuscritos gregos contêm apenas as perguntas e respostas. Willelmus Medicus, mais tarde um monge da Abadia de Saint-Denis, trouxe o manuscrito completo de Constantinopla para a França em 1167. Ele fez uma tradução para o latim (Vita Secundi Philosophi), que se tornou popular, como mostram várias cópias. Uma versão resumida desta tradução foi colocada por Vicente de Beauvais em sua popular enciclopédia Speculum Historiale no século XIII.
No início do século XIV, o Liber de Vita et Moribus Philosophorum, que era uma apresentação biográfica popular da antiga vida espiritual não-cristã, dedicou um capítulo a Segundo. Ele era tão conhecido que seu busto com uma citação (a resposta à pergunta "O que é Deus?") foi esculpido nas baias do coro gótico de Ulm Minster. A popularidade do material na Idade Média estava ligada, entre outras coisas, ao fato de que a prontidão de Segundo para morrer lembrava aos leitores daquela época a atitude dos mártires cristãos.
As traduções medievais tardias do texto em latim da biografia incluem: duas versões em alemão, duas em espanhol, seis em francês, uma em islandês e quatro em italiano. Algumas traduções são gratuitas, como elementos parciais de obras maiores. A popularidade da obra na Idade Média também é atestada por traduções em outras línguas: siríaco, armênio, árabe e etíope.